# Ciclo del ware
Il ciclo del ware è una tetralogia di romanzi di fantascienza dello scrittore statunitense Rudy Rucker.
L'intero ciclo è stato pubblicato in Italia nella collana Urania (Mondadori).

## Romanzi del ciclo
- 1982 - Software - I nuovi robot (Software), Urania n. 1382 
  - premiato con il premio Philip K. Dick nel 1983
- 1988 - Wetware - Gli uomini robot (Wetware), Urania n. 1419
  - premiato con il premio Philip K. Dick nel 1989
- 1997 - Freeware - La nuova carne (Freeware), Urania n. 1428
- 2000 - Realware - La materia infinita (Realware), Urania n. 1497

## Cronologia degli eventi del ciclo
- 1950 - Il 22 marzo nasce lo scienziato robotico Cobb Anderson.
- 1996 - Cobb Anderson capisce che per far evolvere i robot è necessario renderli in grado di autoprogrammarsi.
- 2001 - Ralph Numbers, fra i primi dodici robot costruiti da Cobb Anderson, guida la rivolta ed istruisce i robot su come evolversi, diventando bopper. Gli uomini si sentono aggrediti e confinano i robot sulla Luna.
- 2020 - I grandi bopper lunari vogliono fondere tutte le coscienze, sia umane che robotiche, in un grande Uno. I piccoli bopper vogliono invece mantenere la propria indipendenza. Ralph Numbers chiama Cobb Anderson sulla Luna e ne acquisisce la coscienza. Sta-Hi distrugge casualmente il grande bopper BAX, facendo fallire la rivolta in favore dei piccoli bopper.
- 2024 - Darla Starr si trasferisce sulla Luna come amante di Ben Baxter. Essendo una tossicodipendente, la donna viene in contatto con lo spacciatore Whitey Mydol, di cui diverrà compagna di vita.
- 2025 - Sta-Hi uccide incidentalmente sua moglie Wendy. Ne vende gli organi ai bopper e si auto-esilia sulla Luna.
- 2027 - Decreto anti-chimera. Sulla Terra, infatti, la nuova droga "merge" viene usata per fondere esseri umani.
- 2030 - I bopper vengono in possesso della "merge", la potente droga ideata da Max Yukawa, e la usano per creare Manchile, il primo essere umano concepito da bopper: Della Taze ne è la madre. Manchile cresce a velocità incredibile, ed a poche settimane dalla nascita già è in grado di ingravidare più donne.
- 2031 - Solo un figlio di Manchile sfugge alla rabbia degli umani per questo tentativo di invasione: Bubba, protetto dalla versione bopper di Cobb Anderson. Il 17 marzo viene ricordato come "Il Giorno della Spora", in quanto Stahn Mooney e Willy Taze rendono inattiva tutta la tecnologia terrestre. Insieme a Fern Beller fonda la Mbanje DeGroot in Sud Africa, azienda che rilascia il freeware per la creazione di DIM tramite i moldie. Il 2 novembre Willy Taze si trasferisce sulla Luna.
- 2038 - Stahn Mooney, in qualità di senatore della California, fa approvare l'Editto di Cittadinanza dei Moldie, provvedimento inviso a molti umani.
- 2050 - Randy Karl Tucker viene abbandonato dall'amante Honey Weaver: questo lo farà diventare una "palla di formaggio", cioè un amante dei moldie.
- 2053 - Il 2 luglio Sri Ramanujan inventa le supersanguisughe-DIM, capaci di controllare completamente i moldie.
- 2054 - Phil Gottner passa nella quarta dimensione.